# Lijst van Vlaamse ministers van Ontwikkelingssamenwerking
Dit is een lijst van ministers van Ontwikkelingssamenwerking in de Vlaamse regering. 

## Lijst
| Nr. | Minister | Minister             | Partij | Partij        | Begin            | Einde            | Regering(en)   |
| --- | -------- | -------------------- | ------ | ------------- | ---------------- | ---------------- | -------------- |
| 1   |          | Bert Anciaux (1959)  |        | VU            | 14 april 2000    | 2 juli 2002      | Dewael         |
| 2   |          | Mieke Vogels (1954)  |        | Agalev        | 22 juli 2002     | 23 mei 2003      | Dewael         |
| 3   |          | Ludo Sannen (1954)   |        | Agalev/Groen! | 26 mei 2003      | 18 februari 2004 | Dewael, Somers |
| 4   |          | Jef Tavernier (1951) |        | Groen!        | 18 februari 2004 | 20 juli 2004     | Somers         |